# Prepops atripennis
Prepops atripennis är en insektsart som först beskrevs av Reuter 1876.  Prepops atripennis ingår i släktet Prepops och familjen ängsskinnbaggar. Inga underarter finns listade i Catalogue of Life.